# Iniciativa del Poble Valencià
Iniciativa del Poble Valencià (IdPV) és un partit polític del País Valencià, nascut el 20 d'octubre de 2007, que es proclama d'esquerres, verd i valencianista. Forma part de la coalició Compromís amb partits com Més - Compromís (anterior BLOC) i VerdsEquo.

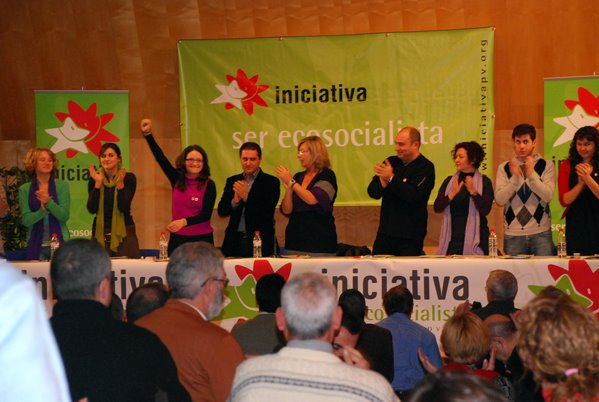
Primer congrés nacional d'Iniciativa del Poble Valencià, el 29 de novembre de 2008

## Història

### Fundació
La majoria de la militància prové d'Esquerra Unida del País Valencià (EUPV). Arran de la crisi viscuda per aquest partit després del fracàs de la primera coalició amb BLOC i partits ecologistes, anomenada Compromís pel País Valencià a les eleccions a les Corts Valencianes de 2007, el sector crític d'EUPV organitzat al voltant del corrent Esquerra i País (EiP) decideixen trencar amb la seua formació matriu amb el lideratge de l'històric Pasqual Mollà com a portaveu d'EiP i les diputades a Corts Mónica Oltra i Mireia Mollà.
El detonant final de l'escissió amb EUPV va ser la confecció de les llistes per a les eleccions generals espanyoles de 2008, on IdPV va mostrar el seu rebuig als candidats triats per la cúpula del PCPV, sector predominant al si d'EUPV, i va triar-ne els seus propis mitjançant una polèmica votació. En vistes de no assolir cap acord es va dur a terme el trencament en dues candidatures: l'encapçalada per la diputada Isaura Navarro sota el paraigües de la coalició entre el BLOC, IdPV i els Verds-Esquerra Ecologista (Bloc-Iniciativa-Verds) que no aconsegueix revalidar l'escó, i la candidatura d'EUPV que tampoc va obtindre representació per cap de les circumscripcions valencianes.
Des dels inicis IdPV té bones relacions amb els sectors considerats "llamazarista" d'Izquierda Unida (IU), així com amb els balears d'IniciativaVerds, els catalans d'Iniciativa per Catalunya i amb la Chunta Aragonesista. Aconsegueix implantació sobretot a les comarques de l'Horta i a la Plana, amb regidories a municipis com Cabanes (la Plana Alta), Picanya (l'Horta Sud) o Paterna (l'Horta Nord) i una alcaldia a Otos (la Vall d'Albaida). La població més populosa on té representació és la ciutat de València.
El congrés fundacional del partit celebrat el novembre de 2008 va triar a Mónica Oltra i Paco García portaveus de la formació, màxims representants d'Iniciativa.

### Eleccions generals espanyoles de 2008
Es tracta de la primera convocatòria en què IdPV es presenta a unes eleccions. Encara no s'havia formalitzat la coalició Compromís però l'aliança amb el Bloc i Els Verds-EE, que estava en funcionament des de la crisi del primitiu Compromís pel País Valencià, va cristal·litzar en la coalició electoral Bloc-Iniciativa-Verds que va presentar com a cap de llista per la circumscripció de València a la diputada al Congrés per EUPV en aquell moment i nova militant d'IdPV Isaura Navarro. Va obtindre 29.679 vots, sense traure representació.

### Eleccions de 2011
Per a les eleccions a Corts Valencianes de 2011 IdPV va pactar amb els seus socis de la coalició Compromís (Bloc, Els Verds-EE i independents) la confecció de les llistes on el soci majoritari en volum de militància (el Bloc) encapçalaria les circumscripcions de València amb Enric Morera i Castelló amb Josep Maria Pañella, mentre que Iniciativa la d'Alacant de la mà de Mireia Mollà. La líder del partit Mónica Oltra va ocupar la segona posició per València. Els resultats, amb 6 escons i el 7,03% de vots, va suposar un èxit i va permetre que les dues candidates d'IdPV esmentades revalidaren el seu escó a les Corts.
En la mateixa data es convocaven les eleccions municipals. En aquesta l'acord entre el Bloc i Iniciativa a través de la marca Compromís no va poder estendre's a la totalitat de municipis valencians i es dona el fet que es presenten candidatures diferenciades com és el cas de Puçol (l'Horta Nord), Vila-real (la Plana Baixa), Sueca (la Ribera Baixa), El Campello (l'Alacantí) i Castelló de la Plana (la Plana Alta) on IdPV es presentava amb les seues sigles competint amb les candidatures del Bloc. O en el cas de municipis de Cabanes (la Plana Alta) o Picanya (l'Horta Sud) on la llista de Compromís estava conformada únicament per persones provinents d'Iniciativa.
En el cas de la ciutat de València, el candidat a l'alcaldia fou el també ex militant d'EUPV però que no s'integrava a Iniciativa Joan Ribó. El resultat aquí també va ser satisfactori aconseguint tres escons (el de Ribó més el d'una representant d'IdPV -Pilar Soriano- i altra del Bloc -Consol Castillo-), la primera vegada que un partit valencianista d'esquerres tenia representació en l'etapa democràtica.

### Eleccions de 2015
Durant la VIII Legislatura de les Corts (2011-2015) prèvia a les eleccions de 2015 Mónica Oltra va adquirir gran protagonisme per les seues intervencions i la seua ferma oposició al govern del Partit Popular el que va impulsar la seua proclamació com a cap de llista i candidata a la presidència de la Generalitat per Compromís. L'anterior lider, el Secretari General del Bloc Enric Morera va passar a ocupar el segon lloc en favor d'Oltra. Iniciativa va mantindre el primer lloc en la llista per Alacant amb Mireia Mollà. El resultat millorava el de 2011 amb l'11,34% del vot i 19 escons, dels quals 4 corresponien a IdPV (Oltra, Mollà, Isaura Navarro i Paco García).
El resultat fou la pèrdua de la majoria absoluta del PP i la signatura de l'Acord del Botànic en que el PSPV-PSOE i Compromís formaven govern amb el suport extern de Podem amb el socialista Ximo Puig de president i Mónica Oltra de vicepresidenta i portaveu del Consell de la Generalitat Valenciana.
Pel que fa a les eleccions municipals, també coincidents amb les autonòmiques, l'acord dels partits que conformen Compromís va ser complet i no es van produir duplicitats com en l'anterior convocatòria. A la ciutat de València Joan Ribó es va proclamar alcalde amb 9 escons, dels quals 3 eren d'Iniciativa (Sergi Campillo, Pilar Soriano i Glòria Tello). Iniciativa va encapçalar candidatures de Compromís com les d'Elx (el Baix Vinalopó), Llíria (el Camp de Túria), Paterna (l'Horta Nord), Otos (la Vall d'Albaida), Crevillent (el Baix Vinalopó) o Xilxes (la Plana Baixa).
El desembre de 2015 es convoquen eleccions generals espanyoles i Compromís concorre conjuntament amb Podem sota la marca És el moment el que permet ampliar la representació de la coalició al Congrés que fins al moment únicament comptava amb Joan Baldoví del Bloc. La nova coalició permet aconseguir 9 escons dels quals 3 són de Compromís amb Ignasi Candela (IdPV) com a segon en la llista per Alacant, i 6 per a Podem. També al Senat aconsegueix representació que recau en la històrica Dolors Pérez.
Sis mesos després, en una nova convocatòria d'eleccions generals, es repeteix la fórmula amb Podem però ara incorporant a EUPV i amb una nova marca: A la valenciana. Els tres representants al Congrés de Compromís van aconseguir revalidar l'escó, no així la senadora aconseguida anteriorment.

### Eleccions de 2019
Per a les eleccions a les Corts Valencianes de 2019 la líder d'IdPV i Compromís, a més de vicepresidenta del Consell Mónica Oltra va repetir com a candidata a la presidència del País Valencià. El partit també va mantindre el primer lloc en la llista per la circumscripció d'Alacant, aquesta vegada amb la crevillentina Aitana Mas. Amb la repetició de l'Acord del Botànic per a la X Legislatura, IdPV va sumar una representant al Consell de la Generalitat: Mireia Mollà com a consellera d'Agricultura. Al grup parlamentari de Compromís a les Corts, amb un total de 17 representants (2 menys que a l'anterior legislatura), 4 eren d'Iniciativa: Oltra, Mas, Belén Bachero i Carles Esteve.
Aquesta convocatòria es va avançar per fer-les coincidir amb les generals espanyoles a l'abril d'aquell any. Per a aquesta ocasió Compromís va optar per concórrer a les Generals en solitari sense Podem i EUPV, i va reduir la seua representació a un únic diputat per València: Joan Baldoví. A la repetició de novembre de 2019, el resultat fou el mateix.
Les locals de maig de 2019 IdPV aconsegueix alcaldies com les d'Otos (consolidada des d'anteriors legislatures) o Crevillent.

## Estructura organitzativa
L'estructura, establerta als seus Estatuts, és orgànica (Portaveus, Consell Executiu i Mesa Nacional) i territorial (País, Comarques, Municipis).
Els portaveus són Mónica Oltra (diputada a les Corts Valencianes) i Paco Garcia (diputat a les Corts Valencianes), elegits al III Congrés (31 de març, 2012)
Els integrants del Consell Executiu foren nomenats en la Mesa Nacional del 21 d'abril de 2012. Els membres de la Mesa Nacional foren triats al III Congrés (31 de març de 2012).